# Counter-Strike: Global Offensive
Counter-Strike: Global Offensive (CS:GO) foi um jogo online desenvolvido pela Valve Corporation e pela Hidden Path Entertainment, sendo uma sequência de Counter-Strike: Source. É o quarto título principal da franquia.
Foi lançado no dia 21 de agosto de 2012 para as plataformas Windows e OS X no Steam, Xbox 360 (por meio da Xbox Live Arcade), e uma versão exclusiva para os EUA para PlayStation 3 (por meio da PlayStation Network). A versão de Linux foi lançada em setembro de 2014 (com suporte para o sistema Ubuntu a partir da versão 12.05). O jogo conta com conteúdo clássico de tiro, como versões retrabalhadas de mapas clássicos, bem como novos mapas, personagens e modos de jogo. O sistema multiplayer multi-plataformas foi planeado entre jogadores de Windows, OS X, Linux e PSN, mas acabou excluindo o PSN por causa das diferenças na frequência de atualização dos sistemas. A versão da PSN oferece três formas de controles, que inclui DualShock 3 e PlayStation Move.
Counter-Strike: Global Offensive foi o jogo mais vendido pelo Steam no Brasil, no ano de 2015, com a compra de mais de 205 mil cópias do jogo da Valve entre abril e dezembro de 2015. Em segundo lugar ficou Grand Theft Auto V com 190 mil unidades vendidas.

## Desenvolvimento e lançamento
Counter-Strike: Global Offensive é a sequência do popular jogo de tiro em primeira pessoa Counter-Strike: Source, desenvolvido pela Valve. O desenvolvimento de Global Offensive começou quando a Hidden Path Entertainment tentou portar Counter-Strike: Source para consoles de jogos eletrônicos. Durante seu desenvolvimento, a Valve viu a oportunidade de transformar a portabilidade em um jogo completo e expandir a jogabilidade do antecessor. Global Offensive começou a ser desenvolvido em março de 2010 e foi revelado ao público em 12 de agosto de 2011. O beta fechado começou em 30 de novembro de 2011 e foi inicialmente restrito a cerca de dez mil pessoas que receberam uma chave em eventos destinados a apresentar Global Offensive. Depois que os problemas com a estabilidade do cliente e do servidor foram resolvidos, o beta foi aberto para progressivamente mais pessoas, e na E3 2012, a Valve anunciou que Global Offensive seria lançado em 21 de agosto de 2012, com o beta aberto começando aproximadamente um mês antes disso. Antes do beta público, a Valve convidou jogadores profissionais de Counter-Strike para testar o jogo e dar feedback.
Havia planos para multiplataforma entre jogadores do Windows, OS X, Linux, Xbox 360 e PlayStation 3, mas isso acabou sendo descartado para que as versões para PC e Mac pudessem ser atualizadas ativamente. Em 21 de agosto de 2012, o jogo foi lançado publicamente em todas as plataformas, exceto Linux, que não seria lançado até 23 de setembro de 2014.

### Atualizações pós-lançamento
Desde o lançamento inicial de Global Offensive, a Valve continuou a atualizar o jogo, introduzindo novos mapas e armas, modos de jogo e alterações no balanceamento de armas. Uma das primeiras grandes adições ao jogo pós-lançamento foi a atualização "Arms Deal". Lançada em 13 de agosto de 2013, a atualização adicionou acabamentos cosméticos para armas, ou skins, ao jogo. Esses itens podem ser obtidos por um mecanismo de loot boxes; os jogadores receberiam caixas que poderiam ser desbloqueadas usando chaves virtuais, compradas por meio de microtransações no jogo. O Global Offensive tem suporte ao Steam Workshop, permitindo que os usuários carreguem conteúdo criado pelo usuário, como mapas, skins de armas e modos de jogo personalizados. Algumas skins populares criadas por usuários são adicionadas ao jogo e podem ser obtidas ao desbloqueá-las em caixas. Os criadores das skins são pagos quando seus itens são adicionados a uma caixa. Essas skins ajudaram a formar uma economia virtual em Global Offensive, levando à criação de jogos de azar, apostas e sites de comércio. A adição de skins e a economia virtual associada fizeram a contagem de jogadores de Global Offensive ultrapassar a de outros jogos da série Counter-Strike e é uma das atualizações mais importantes na história do jogo.
Eventos chamados "Operations" são realizados ocasionalmente e podem ser acessados por meio de pacotes de expansão adquiríveis na forma de "passes de operação". Esses passes concedem acesso aos objetivos da operação que estão espalhados por diferentes modos de jogo, como Corrida Armada e Mata-mata, ou em modos de jogo específicos da operação, vistos pela primeira vez em Operation Hydra, lançado em maio de 2017. A conclusão desses desafios recompensa o jogador com pontos de experiência e a capacidade de atualizar a "moeda" da operação. Os mapas nas operações são feitos pela comunidade, o que significa que parte da receita vai para os desenvolvedores dos mapas.
Em outubro de 2014, uma atualização acrescentou "kits de música", que substituem o padrão de música in-game com música a partir de trilha sonora de artistas encomendados pela Valve. Se um jogador com um kit equipado música torna-se jogador mais valioso da rodada, sua música vai tocar para os outros no final da rodada. Há um recurso para permitir kits para ser emprestado, e kits podem ser vendidas e trocados através do mercado comunitário.
Em novembro de 2014, uma atualização adicionou 44 missões de campanha multiplayer e um "diário" para rastrear as estatísticas do jogador.
Em dezembro de 2018, o jogo ficou de graça e ganhou um modo battle royale chamado "Danger Zone".
Em setembro de 2021, o jogo recebeu atualizações nos modos de jogo, como a criação de partidas competitivas mais curtas de 18 rodadas, além de mudanças no modo Mata-mata onde foi acrescentado o Free-For-All.
Em março de 2023, a Valve anunciou uma atualização de Global Offensive, intitulada Counter-Strike 2. Utilizando o motor de jogo Source 2, Counter-Strike 2 pretende apresentar grandes melhorias técnicas em relação ao Global Offensive, incluindo um novo sistema de atualização em "sub-tick", que visa melhorar a qualidade e a consistência dos servidores dedicados do jogo. O jogo está programado para lançamento no inverno (verão na América do Norte) de 2023, com um teste técnico limitado começando em 22 de março de 2023 para jogadores selecionados do Global Offensive.

## Requerimentos
Windows
- S.O.: Windows XP, Vista, 7 (ou mais avançado);
- Processador: Intel Core 2 Duo E6600 / AMD Phenom X3 8750 (ou melhor);
- Memória: 1GB Windows XP, 2GB Vista/7;
- Placa Gráfica: Shader 3.0 ou melhor, DirectX 9 compatível com 256 MB Nvidia GeForce 8000 séries / ATI Radeon 3000 séries;
- Placa Som: DirectX 9.0C ou recente;
- Espaço livre: 7.6 GB de HD livre.

Mac
- S.O.: OS X 10.6.6 (ou mais avançado);
- Processador: Intel Core 2 Duo / AMD equivalente (2GHz ou melhor);
- Memória: 2GB RAM;
- Placa Gráfica: Nvidia GeForce 8600M (ou melhor) / ATI Radeon HD 2400 (ou melhor);
- Espaço livre: 7.6 GB de HD livre.

## Competições profissionais

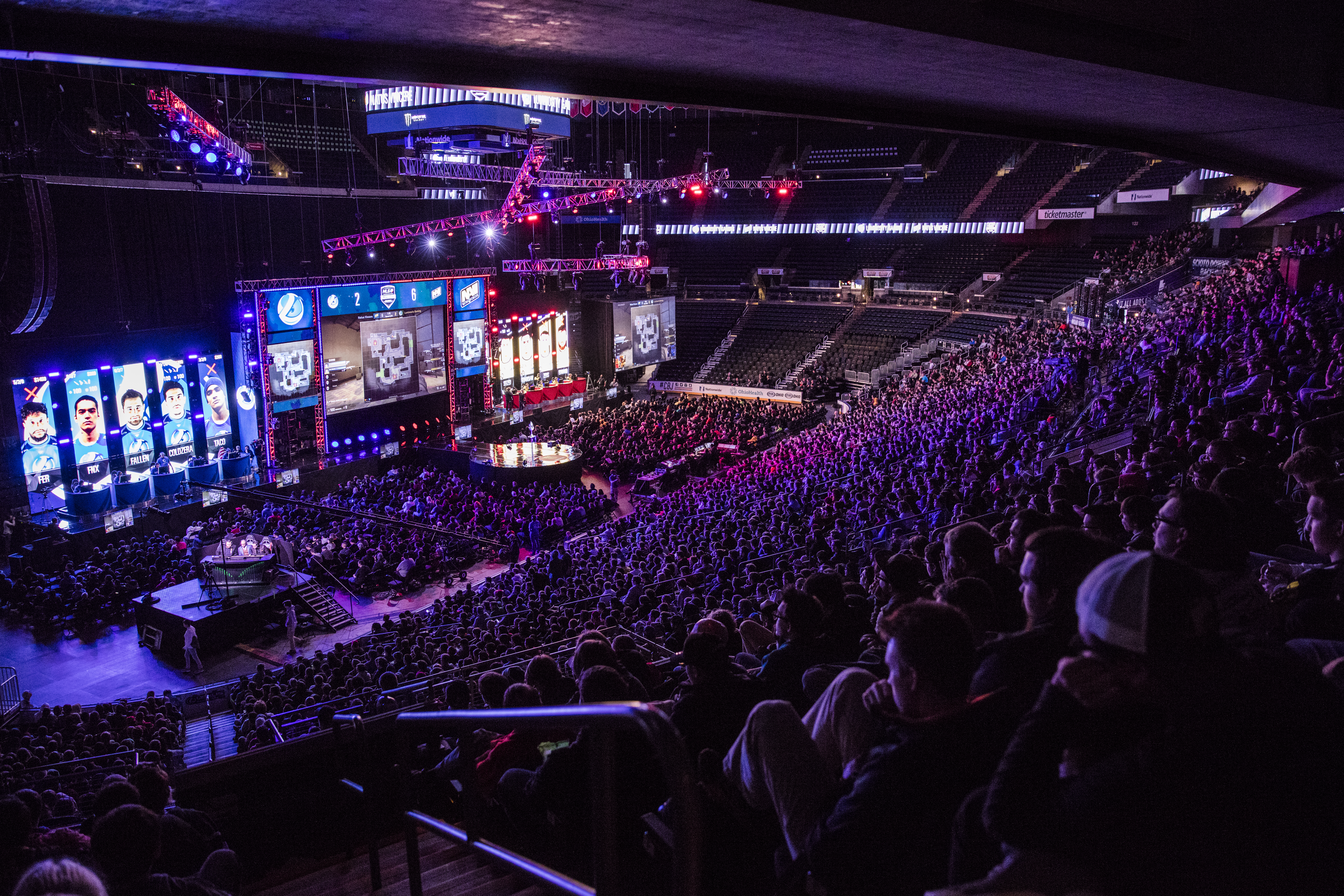
Luminosity Gaming competindo contra Natus Vincere no Major MLG Columbus 2016

Counter-Strike: Global Offensive tem uma das cenas de esporte eletrônico mais populares do mundo. A cena profissional de Global Offensive consiste em ligas e torneios organizados por organizações terceirizadas e torneios patrocinados pela Valve conhecidos como os Major Championships. Os Majors são considerados os torneios mais prestigiados do circuito de Counter-Strike e estão entre as maiores premiações; originalmente anunciados em US$ 250.000, os prêmios dos Majors subiram para US$ 1.000.000 desde o MLG Columbus 2016. Astralis é a equipe de Global Offensive mais bem-sucedida de todos os tempos, com os principais membros dessa equipe vencendo quatro Majors juntos.

### Transmissão ao vivo
Os campeonatos são transmitidos geralmente nas plataformas de stream Twitch e YouTube. No ano de (2018) uma importante mudança de plataforma de transmissão ocorreu. A ESL, uma das maiores empresas que organiza campeonatos de CSːGO anunciou, em 18 de janeiro de 2018, que duas das suas principais competiçôes de CS:GO, as ESL One e as temporadas da ESL Pro League, serão transmitidas de forma exclusiva pelo Facebook e por fluxos compartilhados do Facebook.